# Natividad Jiménez Sánchez
Natividad Sánchez Jiménez (Torredelcampo, Jaén, 1959) es una pintora, escultora y muralista española. 
Estudió en la Escuela de Artes y Oficios de Jaén y Bellas Artes en las Universidades de Sevilla y Complutense de Madrid.
En su obra pictórica destacan temas como figuras femeninas estilizadas y sensuales y los paisajes, retratando a menudo monumentos señalados de Andalucía como el Puente de Triana sobre el Guadalquivir (en Sevilla), la Alcazaba de Málaga o la iglesia del Sagrario (Jaén).
En cuanto al tratamiento, emplea de forma habitual los colores oro y azul, jugando con una composición de escasos elementos, en los que el propio uso (o no uso) del lienzo se convierte en uno de ellos.
Ha realizado exposiciones individuales en Jaén, Granada, Sevilla, Málaga, Casablanca y Houston; y ha participado en exposiciones colectivas en el Salón de Otoño, Centro de La Villa, Antiguo Matadero y Palacio de la Lonja de Madrid, Huerta de la Salud, Galería Rafael Ortiz, Isabel Ignacio, Diputación Provincial de Jaén, CAT de Sevilla, entre otras salas.